# Apalachin (New York)
Apalachin est une census-designated place du comté de Tioga, dans l'État de New York, aux États-Unis,. En 2020, elle compte une population de 2 632 habitants.